# Sergei Wassiljewitsch Antonow
Sergei Wassiljewitsch Antonow (russisch Сергей Васильевич Антонов) ist ein ehemaliger sowjetischer Biathlet und heutiger Biathlontrainer.

## Werdegang
Antonow hatte seinen Durchbruch bei den Juniorenweltmeisterschaften 1984 in Chamonix-Mont-Blanc. Im Einzel gewann er hinter André Sehmisch und vor Waleri Medwedzew die Silbermedaille, im Sprint gewann er den Titel vor Konstantin Waygin und André Sehmisch. Auch im Staffelrennen gewann er mit Konstantin Waygin und Antipow den Titel vor den Staffeln aus Finnland und der Bundesrepublik Deutschland. Damit war er der erfolgreichste Teilnehmer dieser Juniorenweltmeisterschaften. In der Saison 1985/86 gewann er das erste Rennen der Saison, ein Einzel in Lahti, vor Frank-Peter Roetsch und Juha Tella. Auch in der Folgesaison 1985/86 lief er im ersten Rennen der Weltcup-Saison, einem Einzel in Antholz, hinter Waleri Medwedzew und Gottlieb Taschler auf das Podium. Bei der zweiten Weltcupstation in Feistritz an der Drau gewann er sein zweites Weltcuprennen. Insgesamt erreichte er zwischen 1985 und 1988 sieben Podiumsplatzierunge, darunter zwei Siege. Einzige internationale Meisterschaft wurden die Biathlon-Weltmeisterschaften 1986 am Holmenkollen in Oslo, bei denen Antonow im Einzel zum Einsatz kam und das Rennen auf Rang 24 beendete.
Antonow arbeitet heute als Biathlontrainer in Jekaterinburg.